# Caryodendron orinocense
Caryodendron orinocense é uma árvore perenifólia da família Euphorbiaceae.
Essa espécie de angiosperma é nativa do noroeste da América do Sul, particularmente das bacias hidrográficas dos rios Orinoco e Amazonas, localizadas em países como Colômbia, Venezuela, Equador, Peru e Brasil. Descrita originalmente por Gustav Hermann Karsten em 1858, a árvore se destaca por sua copa densa e frondosa, bem como pela produção de frutos, cada um contendo três nozes comestíveis. Caryodendron orinocense é notável pelo óleo extraído de suas nozes, que é comestível e também utilizado em cosméticos.

## Descrição

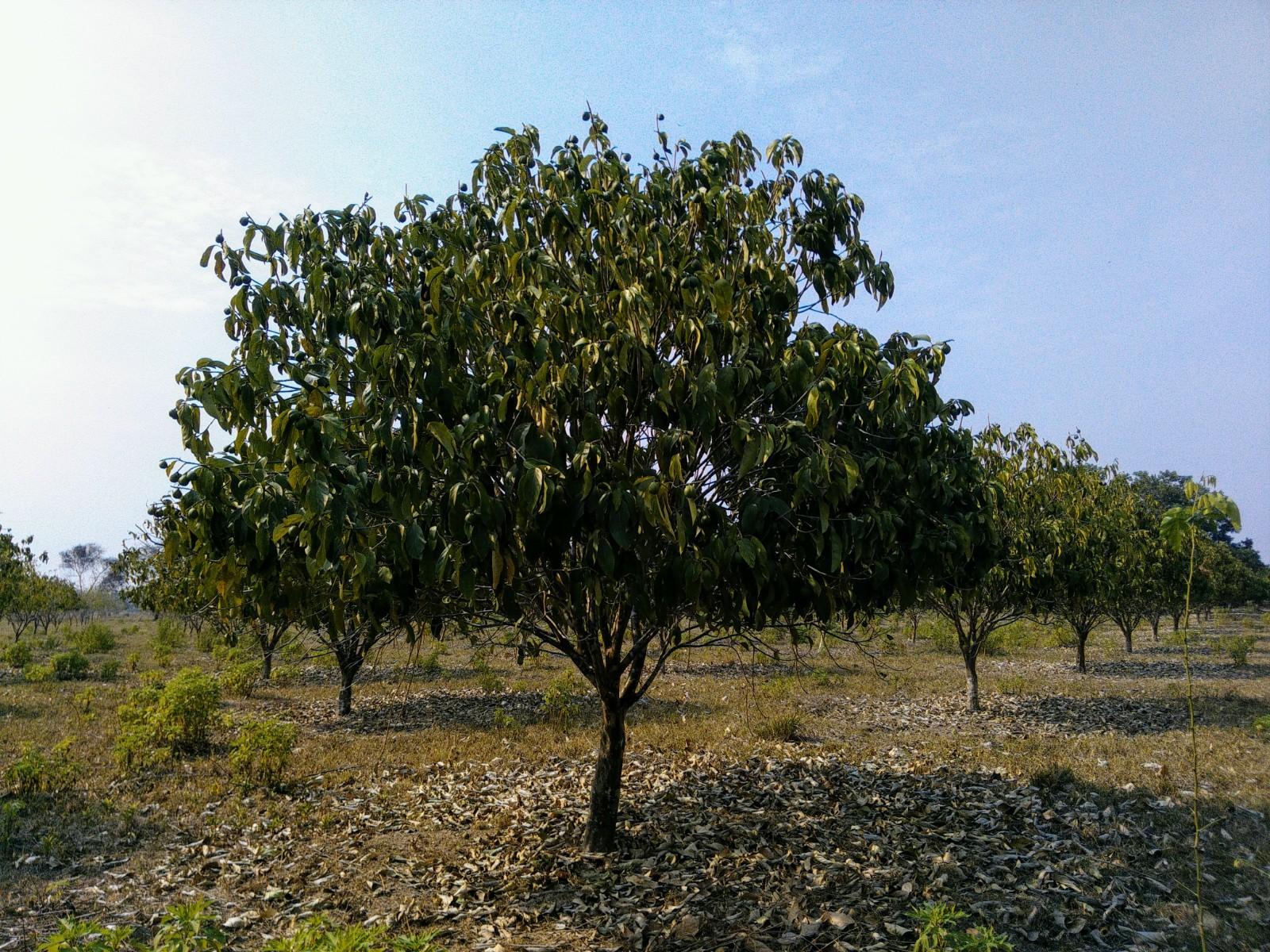
Árvores adultas em uma plantação

Caryodendron orinocense é uma árvore que pode atingir de 30 a 40 m de altura em florestas. Em plantações, alcança até 15 m. Seu tronco é reto e cilíndrico antes de se ramificar em numerosos galhos. A casca externa é lisa e se desprende periodicamente em placas laminares. Possui um sistema radicular amplo e superficial, com raízes grossas que, por vezes, ficam visíveis acima do solo. A longevidade da espécie ultrapassa 60 anos.
É uma árvore perenifólia com uma copa densa e frondosa. Suas folhas são simples e dispostas em arranjo alternado no caule. Têm formato elíptico ou oval, medindo de 12 a 25 cm de comprimento por 4 a 10 cm de largura.
É uma planta dioica, com indivíduos machos e fêmeas. Sua inflorescência masculina é um racemo terminal com pequenas flores esverdeadas de 2,5 a 3,5 mm de diâmetro. Nem as flores masculinas nem as femininas possuem pétalas. A inflorescência feminina é uma espiga terminal, também com flores esverdeadas de 2,5 a 3,5 mm de diâmetro, contendo brácteas grandes e persistentes.
Seu fruto é uma cápsula oval e lenhosa, de cor marrom-acinzentada, com 3,2 a 4,5 cm de diâmetro. Cada fruto contém três nozes ou sementes (raramente duas ou quatro), que são levemente convexas e possuem três faces. Cada noz contém uma única semente coberta por uma testa e pesa aproximadamente 2,7 g.

## Taxonomia e etimologia

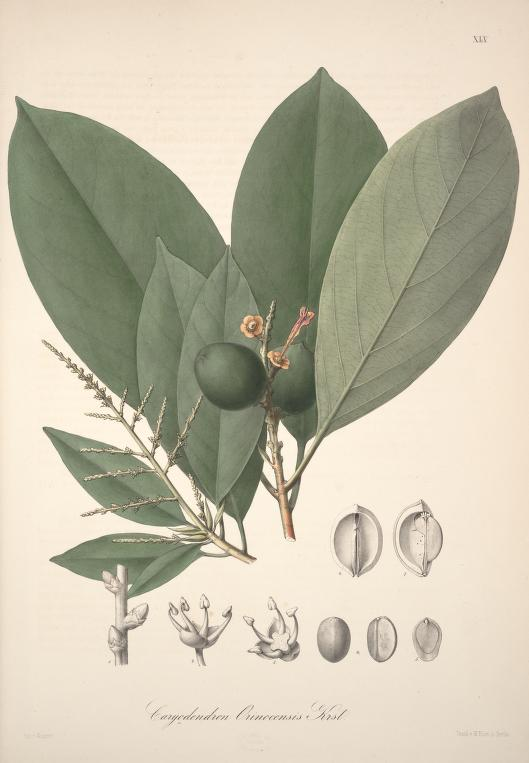
Ilustração em Florae Columbiae (1858)

A espécie Caryodendron orinocense foi descrita em 1858 pelo botânico alemão Gustav Hermann Karsten e publicada em Florae Columbiae. O nome científico Caryodendron deriva do grego antigo káryon, que significa "noz", e déndron, que significa "árvore". O epíteto orinocense indica que a espécie foi inicialmente identificada próxima ao rio Orinoco.
Caryodendron orinocense está classificada na seguinte árvore filogenética dentro da tribo Caryodendreae [en]. O número entre parênteses indica o ano em que a espécie foi descrita.

|  | Alchorneopsis |
|  |               |

| Caryodendron | \| \| Caryodendron amazonicum (1943) \| \| \| \| \| \| Caryodendron angustifolium [en] (1929) \| \| \| \| \| \| Caryodendron janeirense (1874) \| \| \| \| \| \| Caryodendron orinocense (1858) \| \| \| \| |
|              | \| \| Caryodendron amazonicum (1943) \| \| \| \| \| \| Caryodendron angustifolium [en] (1929) \| \| \| \| \| \| Caryodendron janeirense (1874) \| \| \| \| \| \| Caryodendron orinocense (1858) \| \| \| \| |
|              | Caryodendron amazonicum (1943) |
|              | |
|              | Caryodendron angustifolium [en] (1929) |
|              | |
|              | Caryodendron janeirense (1874) |
|              | |
|              | Caryodendron orinocense (1858) |
|              | |

|  | Caryodendron amazonicum (1943)         |
|  |                                        |
|  | Caryodendron angustifolium [en] (1929) |
|  |                                        |
|  | Caryodendron janeirense (1874)         |
|  |                                        |
|  | Caryodendron orinocense (1858)         |
|  |                                        |

|  | Discoglypremna |
|  |                |

|  | Alchorneopsis |
|  |               |

| Caryodendron | \| \| Caryodendron amazonicum (1943) \| \| \| \| \| \| Caryodendron angustifolium [en] (1929) \| \| \| \| \| \| Caryodendron janeirense (1874) \| \| \| \| \| \| Caryodendron orinocense (1858) \| \| \| \| |
|              | \| \| Caryodendron amazonicum (1943) \| \| \| \| \| \| Caryodendron angustifolium [en] (1929) \| \| \| \| \| \| Caryodendron janeirense (1874) \| \| \| \| \| \| Caryodendron orinocense (1858) \| \| \| \| |
|              | Caryodendron amazonicum (1943) |
|              | |
|              | Caryodendron angustifolium [en] (1929) |
|              | |
|              | Caryodendron janeirense (1874) |
|              | |
|              | Caryodendron orinocense (1858) |
|              | |

|  | Caryodendron amazonicum (1943)         |
|  |                                        |
|  | Caryodendron angustifolium [en] (1929) |
|  |                                        |
|  | Caryodendron janeirense (1874)         |
|  |                                        |
|  | Caryodendron orinocense (1858)         |
|  |                                        |

|  | Discoglypremna |
|  |                |

### Nomes comuns
Os nomes comuns de Caryodendron orinocense (em outros idiomas) incluem:
- Cacay[3][11][12][13][14]
- Inchi[2][3][4][5][11][14][15][notas 2]
- Tacay[4][11][3]
- Noz do Orinoco[17] ou Orinoconut[18]
- Maní de árbol[3][11]
- Nuez ou nogal de Barquisimeto[3][11][19]
- Nuez de Barinas[20]
- Meto huayo[11] ou Metohuayo[15]
- Palo de nuez[2]
- Nueza criolla[21]

## Distribuição, habitat e ecologia

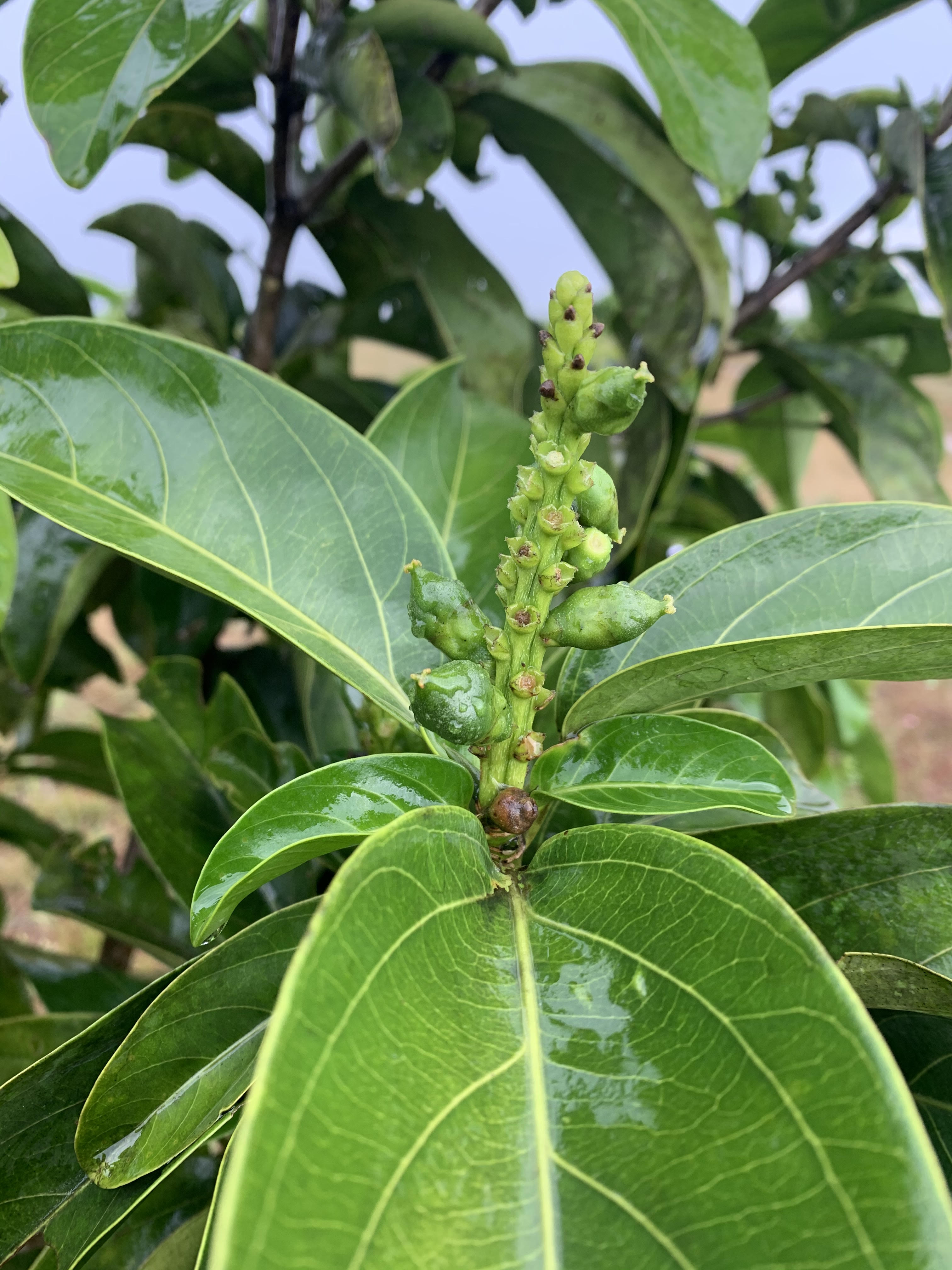
Flores femininas

Caryodendron orinocense é uma espécie nativa das bacias hidrográficas dos rios Orinoco e Amazonas, sendo encontrado em países como Colômbia, Venezuela, Equador, Peru e Brasil. Na Colômbia, está distribuído em Piedemonte llanero [en] nas encostas orientais dos Andes. Também é encontrado na bacia do rio Magdalena. A espécie foi registrada em cinco departamentos colombianos (Antioquia, Caquetá, Cundinamarca, Meta, Putumayo), influenciando três regiões naturais colombianas (Andina, Orinoquia e Amazônica). Na Venezuela, a planta cresce nos estados de Apure, Lara e Barinas. Também pode ser encontrada no Equador, Peru e Brasil na parte ocidental da bacia do rio Amazonas.
A árvore cresce na transição entre floresta tropical úmida e floresta subtropical úmida, recebendo uma precipitação média anual de 2.000 a 5.000 mm. Desenvolve-se preferencialmente em terrenos com boa drenagem que não inundam facilmente. Tolera alguns meses de seca moderada, mas não suporta longos períodos de estiagem. A espécie também pode suportar curtos períodos de saturação de água, mas não tolera encharcamento permanente. Caryodendron orinocense prospera em solos férteis originados de depósitos aluviais, mas pode se adaptar a diferentes tipos de solo, que são ácidos e pobres em nutrientes.
Caryodendron orinocense se desenvolve melhor em climas quentes e em planícies de baixa altitude, com temperaturas médias de 22 a 28 °C e umidade relativa de 70 a 90%. No entanto, pode ser encontrado em altitudes que variam do nível do mar até 2.300 m de altitude.

## Propagação

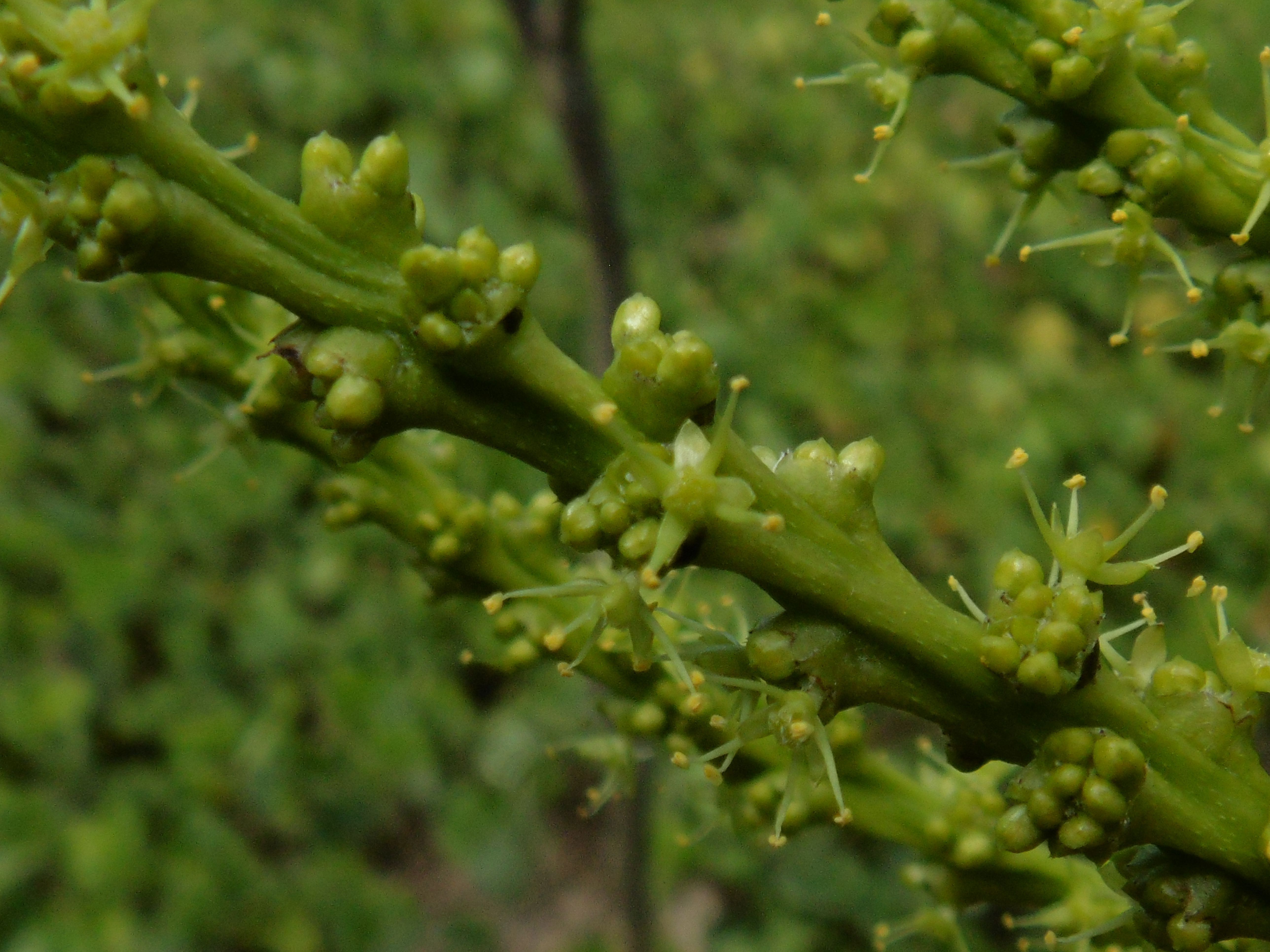
Flores masculinas

Em condições naturais, a reprodução de Caryodendron orinocense é sexuada; suas sementes germinam bem no solo, uma a duas semanas após caírem da árvore. As sementes da espécie são recalcitrantes, pois perdem rapidamente sua viabilidade quando armazenadas. Um estudo conduzido em 2012 por Judith García e Carmen Basso concluiu que as sementes de Caryodendron orinocense toleram até oito dias de armazenamento antes de perderem a viabilidade, preferencialmente em temperaturas de 12 a 13 °C.
A espécie também pode se reproduzir por meios vegetativos (assexuados), especialmente por enxertia, comumente usada no cultivo de Caryodendron orinocense. Por outro lado, a propagação por estaquia não produz resultados satisfatórios, pois, mesmo quando a planta apresenta crescimento de calo, não desenvolve novas raízes ou brotos.

## Cultivo

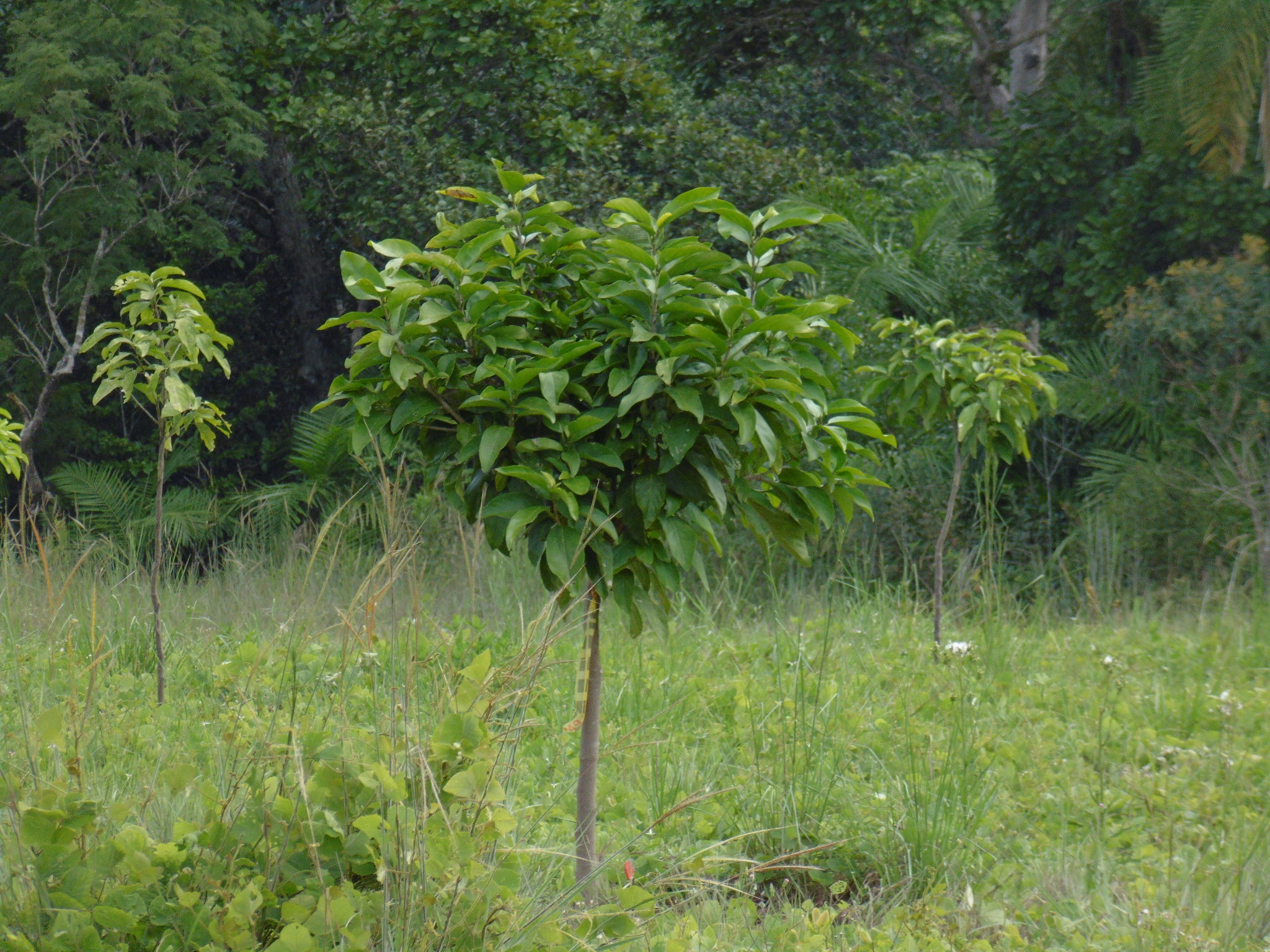
Árvore jovem de dois anos em uma plantação

Caryodendron orinocense cultivado cresce lentamente no início. Durante essa fase, uma sombra moderada contribui favoravelmente para seu desenvolvimento. Caryodendron orinocense pode ser plantado em sacos em um viveiro por cerca de um ano, até atingir uma altura de aproximadamente 50 cm. Quando a árvore está produzindo frutos ativamente, é uma planta heliófita, embora tolere alguma sombra. Caryodendron orinocense deve ser plantado em paralelo com outra planta de crescimento rápido e com copa pequena, que forneça sombra à árvore jovem, mas não concorra por luz solar durante sua fase adulta. Algumas plantações associam Caryodendron orinocense a outra cultura que fornece uma cobertura vegetal viva, como Pueraria lobata.

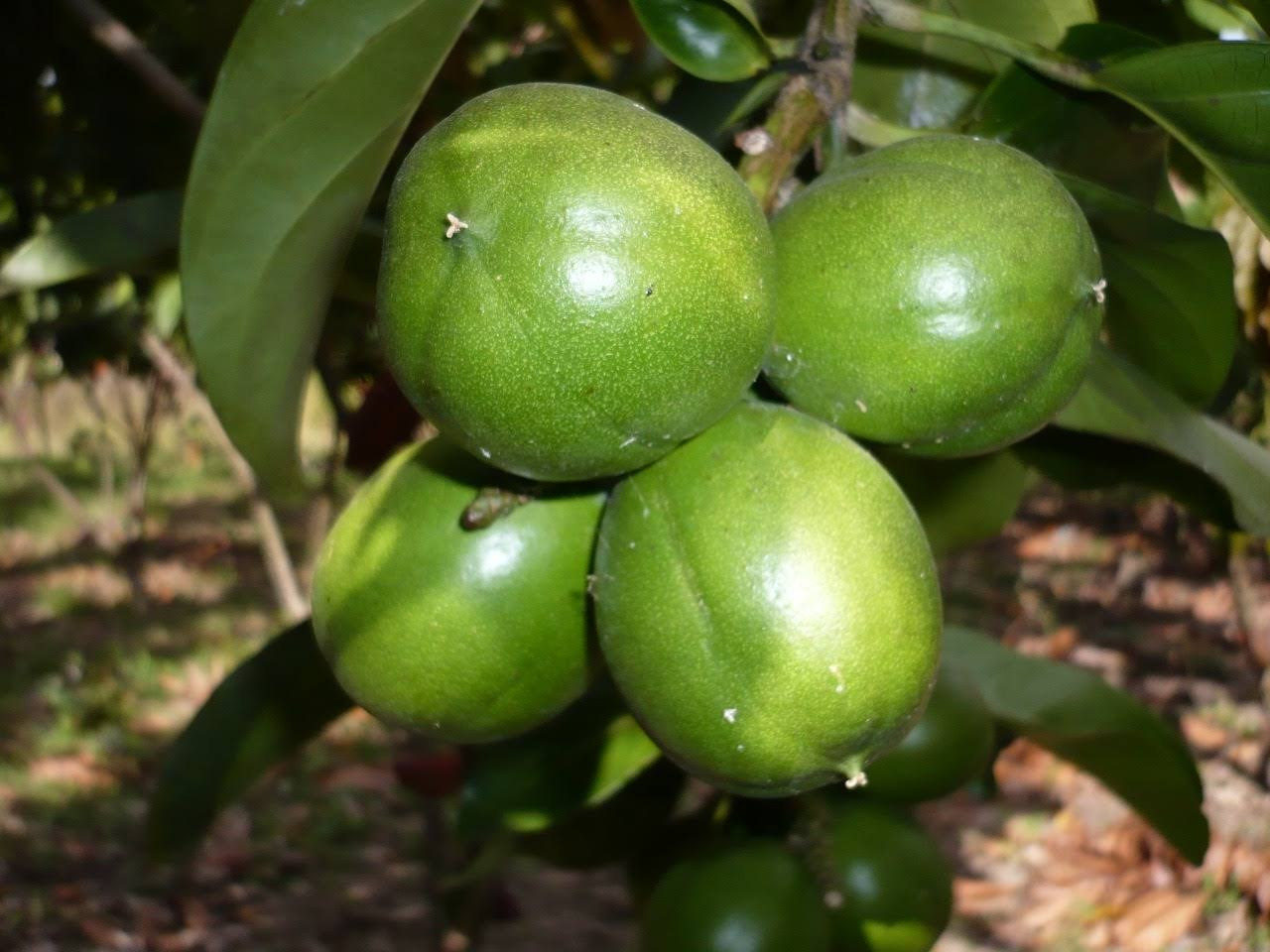
Fruto

O fruto maduro de Caryodendron orinocense se separa fisiologicamente da planta e cai no chão. As árvores de Caryodendron orinocense começam a produzir frutos entre 4 e 7 anos de idade. Uma única árvore de 10 anos pode produzir de 100 a 250 kg de nozes por ano, embora algumas árvores tenham sido relatadas produzindo até 800 kg de nozes por ano.

## Propriedades e usos

### Óleo deCaryodendron orinocense
Caryodendron orinocense é renomado pela qualidade de seu óleo vegetal. Cada fruto de Caryodendron orinocense geralmente produz três nozes, das quais pode ser extraído um óleo líquido de cor amarelo-esverdeada. Esse óleo representa entre 40 e 60% do peso da semente. Vários estudos (Pérez 2001, Cisneros Torres 2006) relatam que o óleo de Caryodendron orinocense é composto por 71 a 75% de ácido linoleico, um ácido graxo essencial da família dos ácidos graxos ômega-6, importante para cuidados com a pele. Outros estudos relataram teores de ácido linoleico de 58% (Medeiros de Azevedo 2020) e 85% (Radice 2014). Essa alta concentração de gordura poli-insaturadas (neste caso, ácido linoleico) é superior à do óleo de soja (60%), óleo de milho (55,5%), óleo de gergelim (42%), óleo de amendoim (26%), óleo de coco (14%), azeite (9,5%) e azeite de dendê (8%).
O óleo de Caryodendron orinocense é utilizado na produção de cosméticos, como sabonetes, protetores solares e cremes para a pele. O potencial desse óleo para fins cosméticos ainda está sendo desenvolvido; no entanto, vários estudos (Pérez 2001, Ortega Álvarez 2014) já destacaram seu futuro promissor nesse campo. O óleo de Caryodendron orinocense também é usado diretamente como óleo comestível.

### Nutrição
| Propriedades                      | Quantidade |
| --------------------------------- | ---------- |
| Óleo vegetal                      | 40-60%     |
| Gordura poli-insaturada (no óleo) | 71-75%     |
| Calorias por noz                  | 641-691    |
| Proteína                          | 15-19%     |
| Amido                             | 17%        |

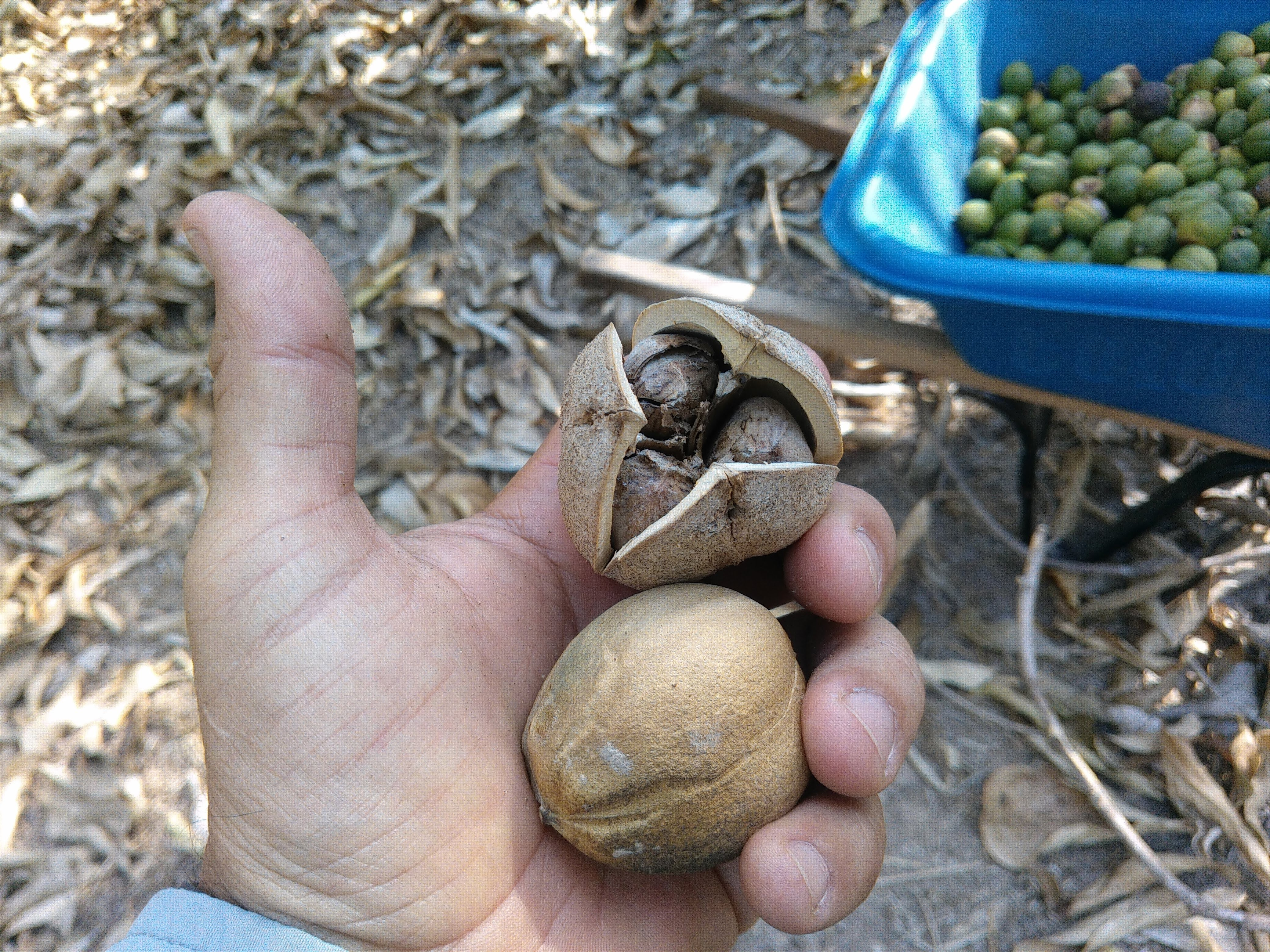
Fruto maduro com três sementes

A noz de Caryodendron orinocense é rica em fósforo, cálcio e ferro. Cerca de 15 a 19% da noz é composta por proteína, enquanto a matéria orgânica seca após a extração do óleo contém de 43 a 46% de proteína. As nozes de frutos maduros são comestíveis e têm um sabor agradável, semelhante ao do amendoim. Podem ser consumidas cruas, torradas, fritas ou cozidas com sal. As nozes também podem ser usadas para preparar alimentos como bolos, nougat, bebidas e biscoitos. Após a moagem, a farinha da noz pode ser usada para produzir suplementos vitamínicos e elaborar alimentos funcionais.

### Outros usos
Sua madeira pode ser usada em estruturas de madeira, como lenha e na produção de carvão vegetal. As árvores de Caryodendron orinocense também podem ser usadas para fornecer sombra a outras culturas que necessitam dela (como plantações de café) e para animais. No âmbito da agrossilvicultura, as árvores de Caryodendron orinocense podem ser introduzidas em áreas inadequadas para atividades agrícolas intensivas ou pecuária. Além disso, a árvore atrai abelhas por meio do néctar excretado de suas folhas, auxiliando na polinização. Por fim, a matéria orgânica seca após a extração do óleo da noz pode servir como alimento para gado devido ao seu alto teor de proteínas e minerais.

## Valor ecológico
Caryodendron orinocense foi identificado como uma das várias árvores nativas da região Orinoquia da Colômbia que podem contribuir para a restauração ecológica de áreas de savana contendo espécies invasoras de gramíneas, como Brachiaria humidicola. Cultivos de Caryodendron orinocense, assim como de outras árvores nativas, podem ajudar na conservação e reflorestamento do ecossistema de sua área.